# Havaika nigrolineata
Havaika nigrolineata là một loài nhện trong họ Salticidae. Loài này komt voor op de Marquesaseilanden.